# کوسوکه فوکودوم
کوسوکه فوکودوم (انگلیسی: Kosuke Fukudome؛ زادهٔ ۲۶ آوریل ۱۹۷۷) بازیکن بیس‌بال اهل ژاپن است.
وی در مسابقات کشوری و بین‌المللی در مجموع برندهٔ ۲ مدال طلا، ۱ مدال نقره، ۱ مدال برنز شده‌است.